# Hélène Pauliat
Hélène Pauliat, née le 23 décembre 1966 à Romorantin-Lanthenay, est une universitaire et juriste française, présidente de l'université de Limoges de 2012 à 2016.

## Biographie
Fille d'un couple d'enseignants de latin et grec, Hélène Pauliat hésite à intégrer Sciences Po pour finalement se diriger vers le droit. Elle effectue tout son cursus à l'université de Limoges.

## Carrière universitaire
En 1991, elle soutient une thèse de droit public et devient agrégée de l'enseignement supérieur français. Elle est alors nommée professeure de droit public à la faculté de droit et sciences économiques de Limoges en 1992. Elle se spécialise dans le droit des collectivités locales et des services publics et travaille également sur la justice.
Elle dirige la faculté de 2005 à 2010 avant de s'investir en tant que vice-présidente dans la vie de l'université alors présidée par Jacques Fontanille.
Elle est membre honoraire de l’IUF (2005-2010).
En avril 2012, elle est élue à la présidence de l'Université de Limoges. Pendant la durée de son mandat, elle travaille à la création de l'université confédérale Léonard de Vinci, COMUE réunissant de sa création en 2015 à l'été 2017 les universités de Limoges, Poitiers, La Rochelle, Tours, Orléans.
Elle ne se représente pas pour un second mandat à la tête de l'université de Limoges.
En février 2017, elle est élue présidente du conseil académique de l'université confédérale Léonard-de-Vinci.
En mai 2017, elle est nommée administratrice provisoire de Sorbonne Université.
Le 14 décembre 2017, elle est élue présidente du conseil d'administration de l'institut national universitaire Champollion pour une durée de 3 ans.
Le 19 janvier 2019, elle est nommée au Conseil supérieur de la magistrature par Richard Ferrand, président de l'Assemblée nationale.

## Distinctions
- 2009 : chevalier de la Légion d'honneur[7],[8]
- 2014 : officier de l'ordre national du Mérite[9]